# بخش انکو-هوالو
بخش انکو-هوالو (به اسپانیایی: Anco-Huallo District) یک سکونتگاه مسکونی در پرو است که در منطقه اپوریماک واقع شده‌است.

## خصوصیات
بخش انکو-هوالو ۳۸٫۹ کیلومترمربع مساحت و ۱۰٬۵۱۰ نفر جمعیت دارد و ۳٬۲۰۴ متر بالاتر از سطح دریا واقع شده‌است.